# Tamraght

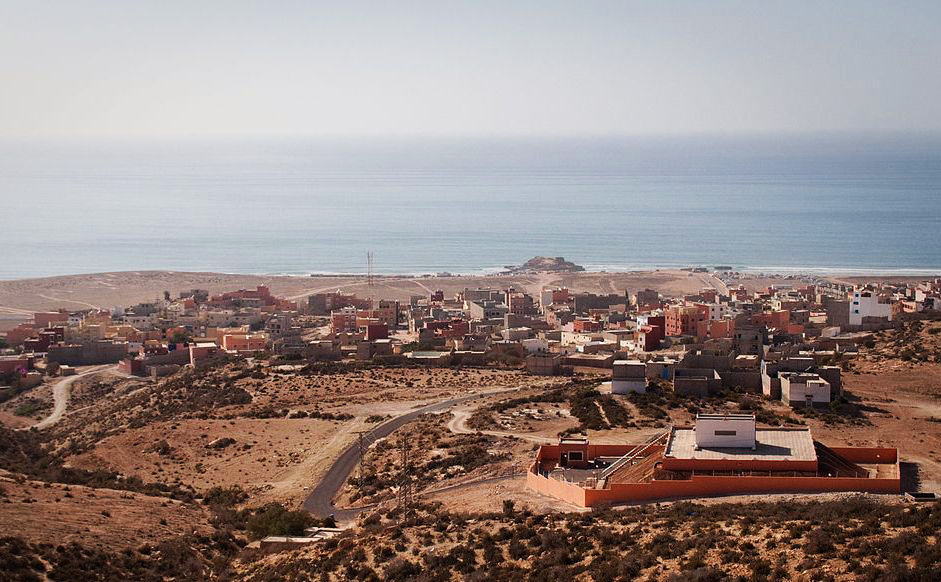
Tamraght

Tamraght (ⵜⴰⵎⵔⴰⵖⵜ , en tifinagh) est un village berbère marocain situé à 15 km au nord d'Agadir, entre Aourir et Taghazout, au bord de l'Atlantique, connu pour avoir les meilleurs spots de surf de la région d'Agadir. 
Les plages sont restées sauvages et très appréciées des touristes.
Celle de Tamraght, appelée Imourann, est très fréquentée par les surfeurs.